# Rhopalomyces bennyi
Rhopalomyces bennyi är en svampart som beskrevs av Cano & Guarro 1989. Rhopalomyces bennyi ingår i släktet Rhopalomyces och familjen Helicocephalidaceae.   Inga underarter finns listade i Catalogue of Life.